# All-Star Game de la NBA 1997
El 47.º All-Star Game de la NBA de la historia se disputó el día 9 de febrero de 1997 en el Gund Arena de Cleveland, Ohio, ante 20.562 espectadores. El equipo de la Conferencia Este estuvo dirigido por Doug Collins, entrenador de Detroit Pistons y el de la Conferencia Oeste por Rudy Tomjanovich, de Houston Rockets. La victoria correspondió al equipo del Este por 132-120. Fue elegido MVP del All-Star Game de la NBA el alero de los Charlotte Hornets Glen Rice, que consiguió 26 puntos, 1 rebote y 1 asistencia en tan solo 25 minutos de juego. Pero lo que realmente le otorgó el premio fue el hecho de conseguir 20 puntos en el tercer cuarto, que dieron la vuelta al partido, y que otorgó una ventaja al Este que ya no pudo ser remontada. Arrebató el galardón a Michael Jordan, que fue capaz de conseguir el primer triple-doble de la historia de los All-Stars, al conseguir 14 puntos, 11 rebotes y 11 asistencias. Por el Este destacaron también Vin Baker y Penny Hardaway, que anotaron 19 puntos cada uno, con un porcentaje de tiros de campo combinado del 68% (15 de 22). Por el Oeste los mejores fueron Latrell Sprewell, que anotó 19 puntos, y Gary Payton, con 17 y 10 asistencias.
Se disputaron también el sábado anterior el Concurso de triples, el de mates y el Rookie Game. En el primero resultó ganador el base de los Bulls Steve Kerr, que ganó en la final a Tim Legler por 22-18. En el concurso de mates, el ganador fue Kobe Bryant, de Los Angeles Lakers, que derrotó en una final a tres a Michael Finley y a Chris Carr. En el partido de los novatos, en su cuarta edición, se enfrentaron el Este y el Oeste, correspondiendo la victoria a los primeros por 96-91. Fue elegido MVP Allen Iverson, de los Sixers.
Como parte de los festejos por el 50 aniversario de la Liga, en el descanso del Partido de las Estrellas tuvo lugar la ceremonia de los 50 mejores jugadores de la historia NBA, de una lista que fue anunciada por el comisionado de la NBA, David Stern, el 29 de octubre de 1996.

## Estadísticas

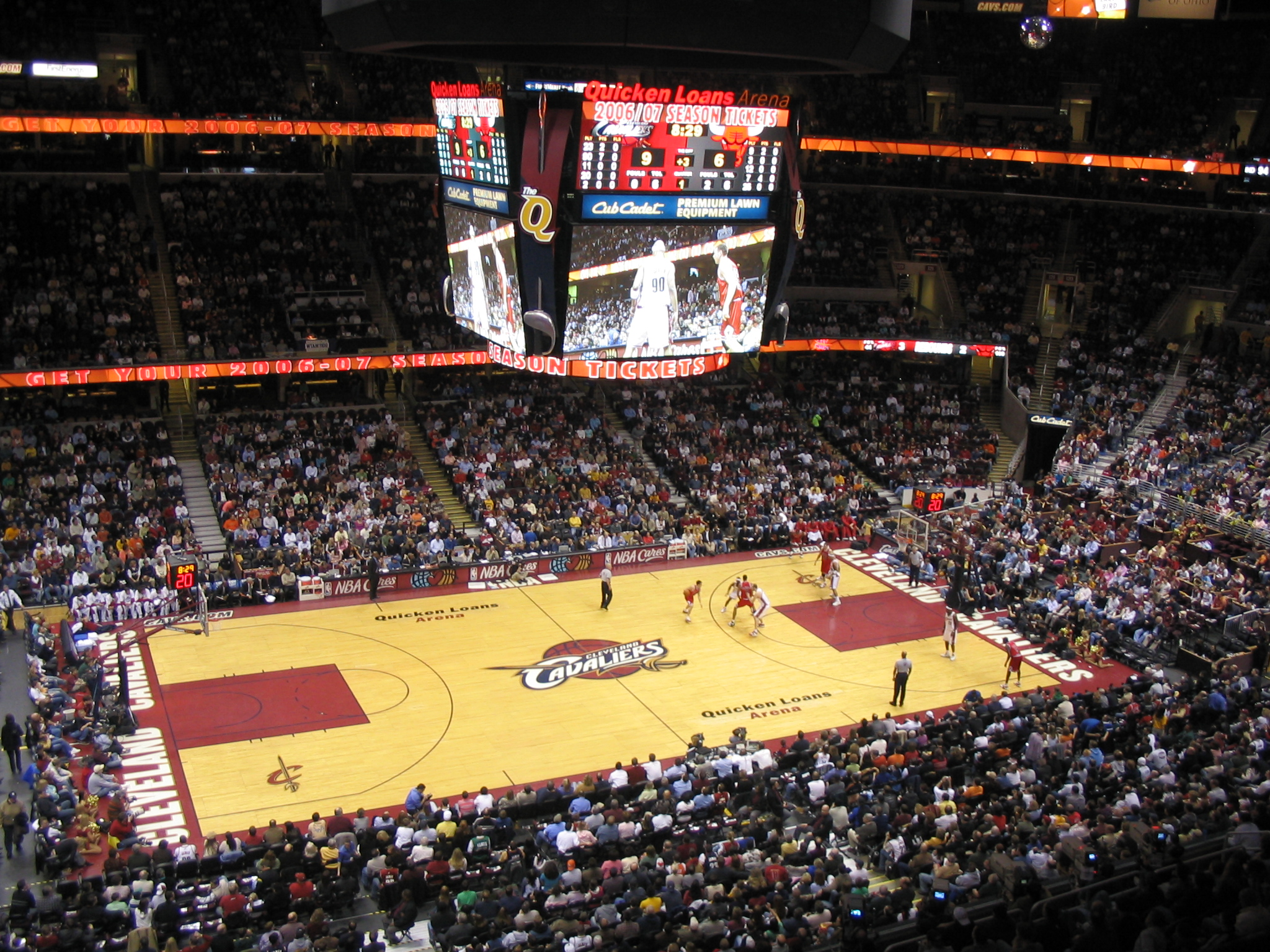
Interior del Gund Arena, sede del All-Star de 1997.

### Conferencia Oeste
| CONFERENCIA OESTE |              |     |       |      |       |     |      |    |      |    |     |     |     |     |
| Jugador           | Equipo       | MIN | TC    | 3P   | TL    | ROf | RDef | RT | ASIS | FP | ROB | PER | TAP | PTS |
| Shawn Kemp        | Seattle      | 19  | 4-7   | 1-2  | 1-2   | 1   | 3    | 4  | 1    | 1  | 1   | 1   | 0   | 10  |
| Karl Malone       | Utah         | 20  | 2-8   | 0-0  | 0-0   | 1   | 3    | 4  | 0    | 0  | 1   | 0   | 1   | 4   |
| Hakeem Olajuwon   | Houston      | 20  | 5-8   | 0-0  | 1-2   | 0   | 3    | 3  | 1    | 1  | 0   | 1   | 1   | 11  |
| Gary Payton       | Seattle      | 28  | 7-15  | 1-5  | 2-2   | 0   | 1    | 1  | 10   | 2  | 2   | 4   | 0   | 17  |
| John Stockton     | Utah         | 20  | 5-6   | 2-2  | 0-0   | 0   | 0    | 0  | 5    | 2  | 1   | 1   | 0   | 12  |
| Mitch Richmond    | Sacramento   | 22  | 3-7   | 3-4  | 0-0   | 1   | 2    | 3  | 4    | 1  | 0   | 1   | 0   | 9   |
| Tom Gugliotta     | Minnesota    | 19  | 3-7   | 0-1  | 3-4   | 1   | 7    | 8  | 3    | 3  | 2   | 3   | 0   | 9   |
| Latrell Sprewell  | Golden State | 25  | 7-12  | 1-3  | 4-6   | 1   | 2    | 3  | 1    | 2  | 2   | 1   | 0   | 19  |
| Eddie Jones       | LA Lakers    | 17  | 3-4   | 0-1  | 4-7   | 1   | 0    | 1  | 1    | 1  | 1   | 3   | 2   | 10  |
| Kevin Garnett     | Minnesota    | 18  | 1-7   | 0-0  | 4-4   | 1   | 8    | 9  | 1    | 2  | 0   | 0   | 1   | 6   |
| Detlef Schrempf   | Seattle      | 20  | 5-8   | 1-3  | 0-1   | 1   | 3    | 4  | 2    | 3  | 0   | 1   | 1   | 11  |
| Chris Gatling     | Dallas       | 12  | 1-8   | 0-0  | 0-0   | 0   | 2    | 2  | 0    | 1  | 1   | 0   | 0   | 2   |
| Totales           |              | 240 | 46-97 | 9-21 | 19-28 | 8   | 34   | 42 | 29   | 19 | 11  | 16  | 6   | 120 |

MIN: Minutos. TC: Tiros de campo. 3P: Tiros de 3 puntos.TL: Tiros libres. ROf: Rebotes ofensivos. RDef: Rebotes defensivos RT: Rebotes totales. ASIS: Asistencias. FP: Faltas personales. ROB: Robos de balón. PER: Pérdidas. TAP: Tapones. PTS: Puntos

### Conferencia Este
| CONFERENCIA ESTE   |            |     |        |       |       |     |      |    |      |    |     |     |     |     |
| Jugador            | Equipo     | MIN | TC     | 3P    | TL    | ROf | RDef | RT | ASIS | FP | ROB | PER | TAP | PTS |
| Scottie Pippen     | Chicago    | 25  | 4-9    | 0-3   | 0-0   | 0   | 3    | 3  | 2    | 0  | 0   | 2   | 0   | 8   |
| Grant Hill         | Detroit    | 22  | 4-7    | 0-0   | 3-4   | 2   | 1    | 3  | 2    | 2  | 1   | 3   | 1   | 11  |
| Dikembe Mutombo    | Atlanta    | 15  | 1-5    | 0-0   | 1-2   | 2   | 6    | 8  | 0    | 0  | 0   | 1   | 1   | 3   |
| Michael Jordan     | Chicago    | 26  | 5-14   | 0-0   | 4-7   | 3   | 8    | 11 | 11   | 4  | 2   | 3   | 0   | 14  |
| Anfernee Hardaway  | Orlando    | 24  | 7-10   | 3-5   | 2-2   | 4   | 3    | 7  | 3    | 2  | 2   | 1   | 0   | 19  |
| Vin Baker          | Milwaukee  | 24  | 8-12   | 0-0   | 3-4   | 7   | 5    | 12 | 1    | 2  | 0   | 0   | 0   | 19  |
| Terrell Brandon    | Cleveland  | 17  | 4-11   | 2-4   | 0-0   | 1   | 2    | 3  | 8    | 2  | 2   | 0   | 0   | 10  |
| Chris Webber       | Washington | 14  | 1-4    | 0-0   | 0-0   | 1   | 3    | 4  | 3    | 3  | 1   | 3   | 0   | 2   |
| Tim Hardaway       | Miami      | 14  | 4-10   | 2-6   | 0-0   | 0   | 3    | 3  | 2    | 1  | 1   | 2   | 0   | 10  |
| Glen Rice          | Charlotte  | 25  | 10-24  | 4-7   | 2-2   | 1   | 0    | 1  | 1    | 2  | 2   | 1   | 0   | 26  |
| Joe Dumars         | Detroit    | 10  | 1-4    | 1-4   | 0-0   | 0   | 1    | 1  | 1    | 0  | 0   | 0   | 0   | 3   |
| Christian Laettner | Atlanta    | 24  | 3-5    | 0-0   | 1-1   | 4   | 7    | 11 | 2    | 4  | 1   | 2   | 1   | 7   |
| Totales            |            | 240 | 52-115 | 12-29 | 16-22 | 25  | 42   | 67 | 36   | 22 | 12  | 18  | 3   | 132 |

MIN: Minutos. TC: Tiros de campo. 3P: Tiros de 3 puntos.TL: Tiros libres. ROf: Rebotes ofensivos. RDef: Rebotes defensivos RT: Rebotes totales. ASIS: Asistencias. FP: Faltas personales. ROB: Robos de balón. PER: Pérdidas. TAP: Tapones. PTS: Puntos

## Sábado

### Concurso de Triples
- Tim Legler (Washington Bullets)
- Steve Kerr (Chicago Bulls)
- Walt Williams (Toronto Raptors)
- John Stockton (Utah Jazz)
- Dale Ellis (Denver Nuggets)
- Glen Rice (Charlotte Hornets)
- Terry Mills (Detroit Pistons)
- Sam Perkins (Seattle Supersonics)
  - VENCEDOR: Steve Kerr

### Concurso de Mates
| Jugador                   | 1ª ronda | Finales |
| ------------------------- | -------- | ------- |
| Kobe Bryant (L.A. Lakers) | 37       | 49      |
| Chris Carr (Phoenix)      | 44       | 45      |
| Michael Finley (Dallas)   | 39       | 33      |
| Ray Allen (Milwaukee)     | 35       |         |
| Bob Sura (Cleveland)      | 35       |         |
| Darvin Ham (Denver)       | 30       |         |

### Rookie Game
| CONFERENCIA OESTE   |             |                                  |                                  |                                  |                                  |                                  |                                  |                                  |                                  |                                  |                                  |                                  |                                  |                                  |
| Jugador             | Equipo      | MIN                              | TC                               | 3P                               | TL                               | ROf                              | RDef                             | RT                               | ASIS                             | FP                               | ROB                              | PER                              | TAP                              | PTS                              |
| Shareef Abdur-Rahim | Vancouver   | 24                               | 8-13                             | 1-2                              | 0-0                              | 0                                | 4                                | 4                                | 1                                | 1                                | 1                                | 2                                | 1                                | 17                               |
| Kobe Bryant         | LA Lakers   | 26                               | 8-17                             | 2-5                              | 13-16                            | 3                                | 5                                | 8                                | 3                                | 3                                | 2                                | 7                                | 1                                | 31                               |
| Travis Knight       | LA Lakers   | 20                               | 3-5                              | 0-0                              | 3-4                              | 2                                | 2                                | 4                                | 1                                | 4                                | 1                                | 2                                | 1                                | 9                                |
| Derek Fisher        | LA Lakers   | 15                               | 5-9                              | 1-2                              | 5-5                              | 0                                | 0                                | 0                                | 6                                | 4                                | 0                                | 0                                | 0                                | 15                               |
| Matt Maloney        | Houston     | 24                               | 2-10                             | 1-4                              | 0-0                              | 1                                | 3                                | 4                                | 4                                | 0                                | 3                                | 3                                | 0                                | 5                                |
| Roy Rogers          | Vancouver   | 23                               | 1-3                              | 0-0                              | 0-0                              | 1                                | 1                                | 2                                | 0                                | 1                                | 1                                | 0                                | 2                                | 2                                |
| Lorenzen Wright     | LA Clippers | 11                               | 3-6                              | 0-0                              | 1-2                              | 2                                | 2                                | 4                                | 0                                | 2                                | 0                                | 1                                | 1                                | 7                                |
| Steve Nash          | Phoenix     | 7                                | 2-5                              | 0-3                              | 0-0                              | 0                                | 2                                | 2                                | 1                                | 2                                | 0                                | 0                                | 0                                | 4                                |
| Stephon Marbury     | Minnesota   | Seleccionado, no jugó por lesión | Seleccionado, no jugó por lesión | Seleccionado, no jugó por lesión | Seleccionado, no jugó por lesión | Seleccionado, no jugó por lesión | Seleccionado, no jugó por lesión | Seleccionado, no jugó por lesión | Seleccionado, no jugó por lesión | Seleccionado, no jugó por lesión | Seleccionado, no jugó por lesión | Seleccionado, no jugó por lesión | Seleccionado, no jugó por lesión | Seleccionado, no jugó por lesión |
| Samaki Walker       | Dallas      | Seleccionado, no jugó por lesión | Seleccionado, no jugó por lesión | Seleccionado, no jugó por lesión | Seleccionado, no jugó por lesión | Seleccionado, no jugó por lesión | Seleccionado, no jugó por lesión | Seleccionado, no jugó por lesión | Seleccionado, no jugó por lesión | Seleccionado, no jugó por lesión | Seleccionado, no jugó por lesión | Seleccionado, no jugó por lesión | Seleccionado, no jugó por lesión | Seleccionado, no jugó por lesión |
| Totales             |             | 150                              | 32-68                            | 5-16                             | 22-27                            | 9                                | 19                               | 28                               | 16                               | 17                               | 8                                | 15                               | 6                                | 91                               |

MIN: Minutos. TC: Tiros de campo. 3P: Tiros de 3 puntos.TL: Tiros libres. ROf: Rebotes ofensivos. RDef: Rebotes defensivos RT: Rebotes totales. ASIS: Asistencias. FP: Faltas personales. ROB: Robos de balón. PER: Pérdidas. TAP: Tapones. PTS: Puntos
| CONFERENCIA ESTE |              |     |       |     |       |     |      |    |      |    |     |     |     |     |
| Jugador          | Equipo       | MIN | TC    | 3P  | TL    | ROf | RDef | RT | ASIS | FP | ROB | PER | TAP | PTS |
| Antoine Walker   | Boston       | 23  | 9-15  | 0-1 | 2-4   | 8   | 1    | 9  | 1    | 3  | 2   | 4   | 0   | 20  |
| Marcus Camby     | Toronto      | 21  | 8-13  | 1-2 | 1-2   | 2   | 10   | 12 | 4    | 1  | 1   | 0   | 1   | 18  |
| Erick Dampier    | Indiana      | 15  | 5-6   | 0-0 | 1-2   | 2   | 5    | 7  | 1    | 2  | 1   | 2   | 1   | 11  |
| Kerry Kittles    | New Jersey   | 24  | 4-9   | 1-2 | 0-2   | 1   | 1    | 2  | 4    | 1  | 1   | 2   | 2   | 9   |
| Allen Iverson    | Philadelphia | 26  | 7-11  | 0-0 | 5-8   | 1   | 3    | 4  | 9    | 2  | 3   | 4   | 3   | 19  |
| Vitaly Potapenko | Cleveland    | 12  | 3-4   | 0-0 | 0-0   | 0   | 0    | 0  | 0    | 3  | 1   | 0   | 0   | 6   |
| John Wallace     | New York     | 15  | 2-7   | 0-2 | 1-3   | 2   | 1    | 3  | 0    | 1  | 0   | 1   | 0   | 5   |
| Ray Allen        | Milwaukee    | 14  | 1-6   | 0-2 | 6-7   | 0   | 2    | 2  | 2    | 3  | 1   | 0   | 0   | 8   |
| Totales          |              | 150 | 39-72 | 2-9 | 16-28 | 16  | 23   | 39 | 21   | 16 | 10  | 13  | 7   | 96  |

MIN: Minutos. TC: Tiros de campo. 3P: Tiros de 3 puntos.TL: Tiros libres. ROf: Rebotes ofensivos. RDef: Rebotes defensivos RT: Rebotes totales. ASIS: Asistencias. FP: Faltas personales. ROB: Robos de balón. PER: Pérdidas. TAP: Tapones. PTS: Puntos

## Ceremonia de los 50 mejores jugadores de la historia de la NBA
La lista de los 50 mejores jugadores de la historia NBA había sido anunciada por el comisionado David Stern a principio de la temporada, el 29 de octubre de 1996, en el Hotel Grand Hyatt en Nueva York, la antigua sede del Hotel Commodore, donde se firmó la carta original de la NBA el 6 de junio de 1946. El anuncio marcó el inicio de una temporada que celebraba el aniversario de la liga. Cuarenta y siete de los cincuenta jugadores se reunieron más tarde en Cleveland (Ohio), durante la ceremonia en el descanso del All-Star Game de la NBA de 1997. Tres de los jugadores estuvieron ausentes: Pete Maravich, fallecido en 1988, Shaquille O'Neal, quien se estaba recuperando de una lesión en la rodilla, y Jerry West, quien tenía programado someterse a una operación de infección de oído y no pudo viajar. En el momento del anuncio, once jugadores estaban activos.